# Stephan Hilsberg

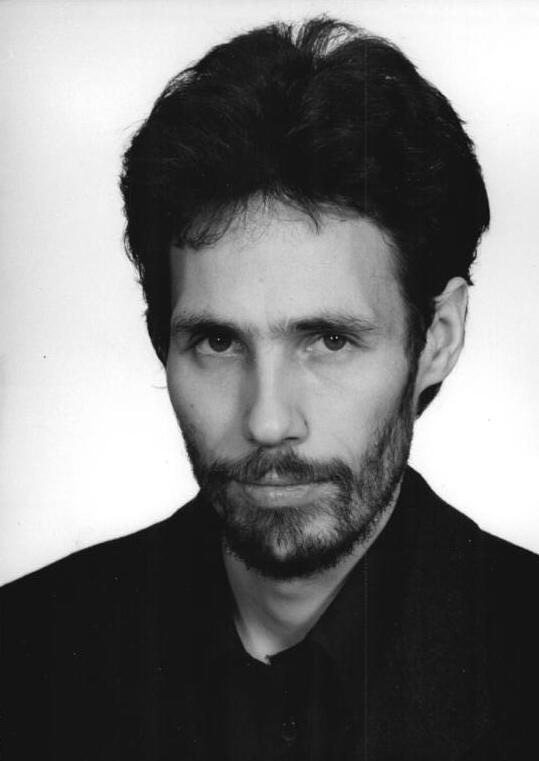
Stephan Hilsberg, 1990

Stephan Hilsberg (* 17. Februar 1956 in Müncheberg) ist ein deutscher ehemaliger Politiker (SPD) und Gründungsmitglied der Sozialdemokratischen Partei der DDR (SDP) sowie Journalist und Musiker.
Er war von 1990 bis 2009 Mitglied des Deutschen Bundestages und von 2000 bis 2002 Parlamentarischer Staatssekretär beim Bundesminister für Verkehr, Bau- und Wohnungswesen und von 2005 bis 2007 einer der stellvertretenden Vorsitzenden der SPD-Bundestagsfraktion.

## Leben und Beruf
Hilsberg, der Sohn eines Pfarrers und einer Katechetin, besuchte bis 1972 die Polytechnische Oberschule und machte anschließend bis 1974 eine Lehre zum Facharbeiter für Datenverarbeitung. Danach leistete er bis 1976 den Wehrdienst bei der Nationalen Volksarmee ab. Er hatte Klavierunterricht, wurde aber zum Musikstudium nicht zugelassen. Von 1976 bis 1989 war er als Programmierer am Institut für medizinische Physik und Biophysik an der Charité in Berlin tätig. Neben dem Beruf absolvierte Hilsberg ab 1985 ein Fernstudium zum Ingenieur für Informationsverarbeitung, welches er 1995 beendete. Seit seinem Ausscheiden aus dem Deutschen Bundestag 2009 ist Hilsberg als freier Mitarbeiter beim Deutschlandfunk Kultur tätig, zudem ist er als Pianist tätig.
Stephan Hilsberg ist verheiratet und hat vier Kinder.

## Partei
Nachdem sich Hilsberg schon ab 1988 in kirchlichen Friedenskreisen engagierte, zählte er im Oktober 1989 zu den Gründungsmitgliedern der SDP (Sozialdemokratische Partei in der DDR) und wurde zum Ersten Sprecher gewählt. Von Februar bis Juli 1990 war er Geschäftsführer der SDP. Hilsberg arbeitete im „Leitungskreis“ des als konservativ geltenden Seeheimer Kreises der SPD-Bundestagsfraktion mit.

## Abgeordneter
Von März bis Oktober 1990 gehörte Hilsberg der ersten frei gewählten Volkskammer der DDR an. Er war im Wahlkreis Leipzig für die SPD gewählt worden.
Ab dem 3. Oktober 1990 war er Mitglied des Deutschen Bundestages, dem er bis zum Ende der 16. Legislaturperiode im Jahr 2009 angehörte. Ab November 2004 war er Sprecher der Landesgruppe Ost sowie Mitglied des erweiterten Fraktionsvorstandes der SPD-Bundestagsfraktion. Von November 2005 bis März 2007 war er stellvertretender Vorsitzender der SPD-Bundestagsfraktion mit Zuständigkeit für die Bereiche Verkehr, Bau und Stadtentwicklung, Aufbau Ost, Petitionen.
Hilsberg gehörte im Oktober 1990 zu den Abgeordneten, die von der Volkskammer in den Bundestag entsandt wurden. Bei der Bundestagswahl im Dezember 1990 zog er über die Landesliste Brandenburg und seit der Bundestagswahl 1994 stets als direkt gewählter Abgeordneter des Wahlkreises Bad Liebenwerda – Finsterwalde – Herzberg – Lübben – Luckau (1994 und 1998) bzw. des Wahlkreises Elbe-Elster – Oberspreewald-Lausitz II (seit 2002) in den Bundestag ein. Bei der Bundestagswahl 2005 erhielt er hier 34,8 % der Erststimmen. Bei der Bundestagswahl 2009 nominierte die SPD in seinem Wahlkreis einen anderen Direktkandidaten.

## Öffentliche Ämter
Am 28. November 2000 wurde Hilsberg als Parlamentarischer Staatssekretär beim Bundesminister für Verkehr, Bau- und Wohnungswesen in die von Bundeskanzler Gerhard Schröder geführte Bundesregierung berufen (Kabinett Schröder I). Nach der Bundestagswahl 2002 schied er am 21. Oktober 2002 aus dem Amt; seine Nachfolgerin wurde Iris Gleicke.

## Ehrungen
- 1996: Verdienstkreuz am Bande der Bundesrepublik Deutschland